# Hill (Familienname)
Hill (englisch für „Hügel“) ist ein ursprünglich ortsbezogener englischer Familienname, abgeleitet von dem altenglischen hyll.

## Namensträger

### A
- Aaron Hill (Schriftsteller) (1685–1750), englischer Dramatiker
- Aaron Hill (Baseballspieler) (* 1982), US-amerikanischer Baseballspieler
- Aaron Hill (Schauspieler) (* 1983), US-amerikanischer Schauspieler
- Aaron Hill (Segler) (* 1984), australischer Segler
- Aaron Hill (Snookerspieler) (* 2002), irischer Snookerspieler
- Abby Williams Hill (1861–1943), amerikanische Freilichtmalerin und Aktivistin
- Abraham Hill (1633–1721), englischer Kaufmann und Mitgründer der Royal Society
- Achim Hill (1935–2015), deutscher Ruderer
- Ada Lewis-Hill (1844–1906), britische Musikerin und Stifterin
- Adin Hill (* 1996), kanadischer Eishockeytorwart
- Adrian Hill (Maler) (1895–1977), britischer Maler, Kunsttherapeut und Autor
- Adrian Hill, eigentlicher Name von Ronnie Hilton (1926–2001), britischer Sänger
- Adrian Hill (Schiedsrichter), US-amerikanischer American-Football-Schiedsrichter
- Adrian V. S. Hill (* 1958), irischer Immunologe
- Adrienne Hill (1937–1997), britische Schauspielerin
- Albert Hill (Leichtathlet) (1889–1969), britischer Leichtathlet
- Albert E. Hill (1870–1933), US-amerikanischer Politiker
- Albert Gordon Hill (1910–1996), US-amerikanischer Physiker
- Alex Hill (1906–1937), US-amerikanischer Pianist und Arrangeur
- Alexander Hill (Ruderer) (* 1993), australischer Ruderer
- Alfred Hill (1869–1960), australischer Komponist, Dirigent und Musikpädagoge
- Allen Hill (Chemiker) (1937–2021), britischer Chemiker
- Ambrose Powell Hill (1825–1865), US-amerikanischer General der Konföderierten
- Andreas Hill (* 1966), deutscher Fußballspieler
- Andrew Hill (1931–2007), US-amerikanischer Pianist und Komponist
- Andrew Hill (Paläontologe), US-amerikanischer Paläoanthropologe
- Anita Hill (* 1956), US-amerikanische Rechtsanwältin und Hochschullehrerin
- Anthony Hill (1930–2020), britischer Maler und Grafiker
- Anthony Hill (Squashspieler) (* 1969), australischer Squashspieler
- Antje Hill (* 1987), deutsche Voltigiererin
- Archibald A. Hill (1902–1992), US-amerikanischer Sprachwissenschaftler
- Archibald Vivian Hill (1886–1977), britischer Physiologe und Biochemiker
- Arthur Hill (1922–2006), kanadischer Theater-, Film- und Fernsehschauspieler
- Arthur Hill, 8. Marquess of Downshire (1929–2003), britischer Peer und Politiker
- Arthur Edwin Hill (1888–1966), britischer Wasserballspieler
- Arthur Hill (britischer Maler) (ca. 1829–1894), britischer Maler
- Arthur Hill Hassall (1817–1894), englischer Arzt, Anatom, Physiologe, Mikrobiologe, Botaniker und Sozialmediziner
- Arthur Edwin Hill (1888–1966), britischer Wasserballspieler
- Arthur William Hill (1875–1941), britischer Botaniker
- Asher Hill (Eiskunstläufer) (* 1991), kanadischer Eistänzer und Choreograf
- Austin Bradford Hill (1897–1991), britischer Epidemiologe und Statistiker

### B
- Barney Hill (1922–1969), US-amerikanischer Mann, der behauptete, von einem UFO entführt worden zu sein, siehe Betty und Barney Hill
- Baron Hill (* 1953), US-amerikanischer Politiker
- Barry Hill (Drehbuchautor) (* 1937), britischer Drehbuchautor und Dramatiker
- Barry Hill (Schriftsteller) (* 1943), australischer Schriftsteller
- Barry Hill (Footballspieler) (1953–2010), US-amerikanischer Footballspieler
- Beatrice Hill-Lowe (1868–1951), britische Bogenschützin
- Becky Hill (* 1994), britische Popsängerin
- Benjamín Hill (Politiker) (1874–1920), mexikanischer Militär, Revolutionär und Politiker
- Benjamin Hill (Radsportler, 1985) (* 1985), deutscher Radsportler
- Benjamin Hill (Radsportler, 1990) (* 1990), australischer Radsportler
- Benjamin Harvey Hill (1823–1882), US-amerikanischer Politiker (Georgia)
- Benjamin Mako Hill (* 1980), US-amerikanischer Softwareentwickler
- Benno Müller-Hill (1933–2018), deutscher Genetiker, Biochemiker und Wissenschaftshistoriker
- Benny Hill (1924–1992), englischer Komiker
- Bernard Hill (1944–2024), britischer Schauspieler
- Bernd Hill (* 1947), deutscher Technikdidaktiker, Innovationsforscher und Bioniker
- Bertha Hill (1905–1950), US-amerikanische Sängerin und Tänzerin
- Betty Hill (1919–2004), US-amerikanische Frau, die behauptete, von einem UFO entführt worden zu sein, siehe Betty und Barney Hill
- Billy Hill (1899–1940), US-amerikanischer Songwriter
- Blind Joe Hill (eigentlich Joseph Hill; 1931–1999), US-amerikanischer Sänger und Gitarrist
- Bobby Hill (* 1922), US-amerikanischer Motorradsportler
- Brian Hill (Fußballspieler, 1937) (1937–1968), englischer Fußballspieler
- Brian Hill (Fußballspieler, 1942) (* 1942), englischer Fußballspieler
- Brian Hill (Schiedsrichter) (* 1947), englischer Fußballschiedsrichter
- Brian Hill (Basketballtrainer) (* 1947), US-amerikanischer Basketballtrainer
- Brian Hill (Eishockeyspieler) (* 1957), kanadischer Eishockeyspieler
- Breanne Hill (* 1990), US-amerikanische Schauspielerin
- Brenn Hill (* 1976), US-amerikanischer Country-Musiker
- Bruce Hill (Rennfahrer) (1949–2017), US-amerikanischer Rennfahrer
- Buck Hill (eigentlich Roger Hill; 1927–2017), US-amerikanischer Saxophonist

### C
- Calvin Hill (* 1947), US-amerikanischer American-Football-Spieler
- Calvin Hill (Musiker) (* 1945), US-amerikanischer Jazzmusiker
- Carl Fredrik Hill (1849–1911), schwedischer Maler
- Carlos Hill (1906–1969), chilenischer Fußballspieler
- Charles Hill, Baron Hill of Luton (1904–1989), britischer Arzt und Politiker (Conservative Party)
- Charles Hill-Tout (1858–1944), englisch-kanadischer Völkerkundler
- Charles A. Hill (1833–1902), US-amerikanischer Politiker
- Charlie Hill (Komiker) († 2013), US-amerikanischer Komiker
- Christine Hill (* 1968), US-amerikanische Künstlerin
- Christopher Hill (Historiker) (1912–2003), britischer Historiker
- Christopher Hill (Bischof) (* 1945), britischer anglikanischer Bischof
- Christopher Hill (Dirigent), US-amerikanischer Dirigent
- Christopher Hill (Politikwissenschaftler) (* 1948), britischer Politikwissenschaftler
- Christopher R. Hill (* 1952), US-amerikanischer Diplomat
- Clarence Hill (* 1951), Boxer aus Bermuda
- Clayton Hill (1931–2009), US-amerikanischer Schauspieler
- Clement S. Hill (1813–1892), US-amerikanischer Politiker
- Clint Hill (Clinton J. Hill; 1932–2025), US-amerikanischer Geheimdienstagent
- Clint Hill (Fußballspieler) (* 1978), englischer Fußballspieler
- Clinton Hill (Leichtathlet) (* 1980), australischer Leichtathlet südafrikanischer Herkunft
- Collin Hill (* 1997), US-amerikanischer American-Football-Spieler
- Conleth Hill (* 1964), irischer Schauspieler
- Cory Hill (* 1992), walisischer Rugby-Union-Spieler
- Craig Hill (Schauspieler) (1926–2014), US-amerikanischer Schauspieler
- Craig Hill (Schriftsteller) (* 1960), australischer Schriftsteller
- Craig Hill (Komiker), schottischer Komiker
- Craig L. Hill (* 1949), US-amerikanischer Chemiker

### D
- D’Andre Hill (* 1973), US-amerikanische Leichtathletin
- Damian Hill (1975/1976–2018), australischer Schauspieler, Drehbuchautor und Filmproduzent
- Damon Hill (* 1960), britischer Automobilrennfahrer
- Dan Hill (Musiker, 1923) (1923–2009), südafrikanischer Musiker
- Dan Hill (Daniel Hill jr.; * 1954), kanadischer Sänger und Liedermacher
- Dana Hill (1964–1996), US-amerikanische Schauspielerin und Synchronsprecherin
- Daniel Harvey Hill (1821–1889), US-amerikanischer General
- Darrell Hill (* 1993), US-amerikanischer Kugelstoßer
- Darren Hill (Fußballspieler) (* 1981), schottischer Fußballtorhüter
- Darren Hill (Schauspieler), britischer Schauspieler
- Darryl Hill (* 1996), englischer Snookerspieler von der Isle of Man
- Darryn Hill (* 1974), australischer Radsportler
- Dave Hill (Footballspieler) (* 1941), US-amerikanischer American-Football-Spieler
- Dave Hill (Schauspieler) (* 1945), britischer Schauspieler
- Dave Hill (Gitarrist) (* 1946), britischer Musiker, Gitarrist von Slade
- Dave Hill (Sänger) (* 1947), britischer Musiker, Sänger von Demon
- Dave Hill (Leichtathlet) (* 1952), kanadischer Mittelstreckenläufer
- David Hill (Fußballspieler, 1881) (1881–1926), schottischer Fußballspieler
- David Hill (Fußballspieler, 1904) (1904–1989), schottischer Fußballspieler
- David Hill, Pseudonym von David Alexander Hess (1936–2011), US-amerikanischer Musiker, Komponist, Schauspieler, Regisseur und Produzent
- David Hill (Schriftsteller) (* 1942), neuseeländischer Schriftsteller
- David Hill (Produzent) (* 1946), australischer Fernsehproduzent
- David Hill (Fußballspieler, 1953) (* 1953), englischer Fußballspieler
- David Hill (Fußballspieler, 1965) (* 1965), englischer Fußballspieler
- David Hill (Fußballspieler, 1966) (* 1966), englischer Fußballspieler
- David B. Hill (1843–1910), US-amerikanischer Politiker
- David Jayne Hill (1850–1932), US-amerikanischer Rhetoriker, Jurist, Hochschullehrer und Diplomat
- David Octavius Hill (1802–1870), schottischer Fotograf, Lithograf und Maler
- Daxton Hill (1956–2011), US-amerikanischer American-Football-Spieler
- Debra Hill (1950–2005), US-amerikanische Drehbuchautorin und Filmproduzentin
- Declan Hill, kanadischer Journalist und Berater
- Delano Hill (* 1975), niederländischer Fußballspieler
- Deniche Hill (* 2004), bermudischer Fußballspieler
- Derek Hill (* 1975), US-amerikanischer Rennfahrer
- Dorothy Hill (1907–1997), australische Geologin und Paläontologin
- Drew Hill (1956–2011), US-amerikanischer American-Football-Spieler
- Dulé Hill (* 1975), US-amerikanischer Schauspieler
- Dusty Hill (1949–2021), US-amerikanischer Musiker

### E
- Ebenezer J. Hill (1845–1917), US-amerikanischer Politiker
- Eddie Hill (Musiker) (1921–1994), US-amerikanischer Country-Musiker und Vertreter des Country Boogie
- Eddie Hill (Rennfahrer) (* 1936), US-amerikanischer Rennfahrer, Konstrukteur und Teambesitzer
- Eddie Hill (Footballspieler) (1957–2025), US-amerikanischer American-Football-Spieler
- Edward Hill (Mediziner) (1773–1800), britischer Mediziner und Botaniker
- Edward Hill, Baron Hill of Wivenhoe (1899–1969), britischer Gewerkschaftsfunktionär
- Edward Burlingame Hill (1872–1960), US-amerikanischer Komponist
- Edward Lee Hill (1904–1974), US-amerikanischer Physiker
- Elizabeth Hill (1901–1978), US-amerikanische Drehbuchautorin
- Ellsworth Jerome Hill (1833–1917), US-amerikanischer Botaniker
- Eric Hill (1927–2014), britischer Schriftsteller und Illustrator
- Ernest Hill (1900–1964), US-amerikanischer Jazzbassist
- Esther Hill (1895–1985), kanadische Architektin
- Eva Hill (1898–1981), neuseeländische Ärztin, Schriftstellerin und Gesundheitsaktivistin
- Eva Müller-Hill (* 1980), deutsche Mathematikdidaktikerin und Herausgeberin

### F
- Faith Hill (* 1967), US-amerikanische Sängerin
- Fiona Hill (* 1965), US-amerikanische Sicherheitsbeamtin
- Florian Hill (* 1984), deutscher Bergsteiger
- Francis Hill (1899–1980), britischer Jurist, Historiker und Politiker
- Frank Hill (Fußballspieler, 1905) (1905–1955), englischer Fußballspieler
- Frank Hill (Fußballspieler, 1906) (1906–1993), schottischer Fußballspieler und -trainer
- Frank Hill (Komponist) (* 1957), deutscher Komponist und Gitarrist
- Freddie Hill, US-amerikanischer Jazzmusiker
- French Hill (Politiker) (* 1956), US-amerikanischer Politiker
- Friedrich Jakob Hill (1758–1846), deutscher Maler

### G
- Gary Hill (* 1951), US-amerikanischer Videokünstler
- Geoffrey Hill (1932–2016), britischer Dichter
- Geoffrey T. R. Hill (1895–1955), britischer Testpilot und Luftfahrtpionier
- George Hill (Langstreckenläufer) (1891–1944), neuseeländischer Langstreckenläufer
- George Hill (Sprinter) (1901–1992), US-amerikanischer Sprinter
- George Hill (Eiskunstläufer) (1907–1992), US-amerikanischer Eiskunstläufer
- George Hill (Fußballspieler) (1921–2002), schottischer Fußballspieler
- George Hill (Eishockeyspieler) (* 1941), kanadischer Eishockeyspieler
- George Hill (Basketballspieler) (* 1986), US-amerikanischer Basketballspieler
- George E. Hill (1868–1958), US-amerikanischer Politiker
- George Francis Hill (1867–1948), britischer Numismatiker
- George Kelly Hill (1904–1980), kanadischer Eishockeyspieler und Unternehmer
- George Roy Hill (1921–2002), US-amerikanischer Regisseur
- George W. Hill (1895–1934), US-amerikanischer Regisseur
- George William Hill (1838–1914), US-amerikanischer Astronom
- Gilbert R. Hill (1931–2016), US-amerikanischer Polizist und Schauspieler
- Gina Hill († 2014), US-amerikanische Gospelsängerin
- Gladys Hill (1916–1981), US-amerikanische Drehbuchautorin und Schauspielerin
- Glen Hill, US-amerikanischer Filmschaffender
- Graham Hill (1929–1975), englischer Formel-1-Rennfahrer
- Grant Hill (* 1972), US-amerikanischer Basketballspieler
- Grant Hill (Filmproduzent), australischer Filmproduzent
- Greg Hill (* 1977), US-amerikanischer Tennisspieler und -trainer
- Gus Hill (1858–1937), US-amerikanischer Vaudevillekünstler und -produzent

### H
- Hainer Hill (1913–2001), deutscher Bühnen- und Kostümbildner, Maler, Grafiker und Fotograf
- Hans Hill (Richter) (1913–1995), deutscher Jurist und Richter
- Hans Hill (Tiermediziner) (1916–2007), deutscher Tiermediziner und Hochschullehrer
- Hans-Kurt Hill (* 1950), deutscher Politiker (Die Linke)
- Harlon Hill (1935–2013), US-amerikanischer American-Football-Spieler
- Harold Arthur Hill (1901–1973), US-amerikanischer Radiologe
- Harry Hill (Sportler) (1827–1896), britisch-US-amerikanischer Boxer, Ringer und Geschäftsmann
- Harry Hill (Radsportler) (Harold Heaton Hill; 1916–2009), britischer Radsportler
- Harry Hill (Komiker) (* 1964), britischer Comedian
- Harry W. Hill (1890–1971), US-amerikanischer Admiral
- Headon Hill (1857–1924), englischer Journalist und Schriftsteller
- Helen Hill (1970–2007), US-amerikanische Filmregisseurin und Künstlerin
- Helen Mary Hill (1945–2024), australische Soziologin und Hochschullehrerin
- Henry B. Hill (1849–1903), US-amerikanischer Chemiker
- Henry Hill (Architekt) (1913–1984), US-amerikanischer Architekt
- Henry Hill (Mafioso) (1943–2012), US-amerikanischer Mobster
- Henry Hill (Footballspieler) (* um 1949), US-amerikanischer American-Football-Spieler
- Herbert Hill (Cricketspieler) (Herbert James Hill; 1867–1946), englischer Cricketspieler
- Herbert Hill (Bürgerrechtler) (1924–2004), US-amerikanischer Bürgerrechtler
- Herbert Hill (Basketballspieler) (* 1984), US-amerikanischer Basketballspieler
- Hermann Hill (* 1951), deutscher Jurist und Politiker (CDU)
- Howard Hill (1899–1975), US-amerikanischer Bogenschütze, Schauspieler und Filmberater
- Howard Erskine-Hill († 2014), britischer Literaturwissenschaftler
- Hugh Lawson White Hill (1810–1892), US-amerikanischer Politiker

### I
- Ian Hill (* 1951), britischer Rockmusiker
- Isaac Hill (1789–1851), US-amerikanischer Politiker
- Isaiah Hill (* 2002), US-amerikanischer Schauspieler und Model

### J
- J. Lister Hill (Joseph Lister Hill; 1894–1984), US-amerikanischer Politiker
- Jack Hill (Schauspieler) (1887–1963), US-amerikanischer Stummfilm-Schauspieler
- Jack Hill (Cricketspieler) (1923–1974), australischer Cricketspieler
- Jack Hill (Filmregisseur) (* 1933), US-amerikanischer Filmregisseur
- Jack Hill (Dartspieler) (* 1990), englischer Dartspieler
- Jackson Hill (Komponist) (* 1941), US-amerikanischer Komponist
- Jacqueline Hill (1929–1993), britische Schauspielerin
- Jaime Hill, US-amerikanischer American-Football-Trainer
- James Hill (Politiker, 1899) (1899–1966), britischer Politiker
- James Hill (Filmproduzent) (1916–2001), US-amerikanischer Filmproduzent und Drehbuchautor
- James Hill (Regisseur) (1919–1994), britischer Regisseur, Drehbuchautor und Produzent
- James Hill (Politiker, 1926) (1926–1999), britischer Politiker
- James Hill (Ruderer) (* 1930), neuseeländischer Ruderer
- James Hill (Fußballspieler) (* 2002), englischer Fußballspieler
- James Hill (Diplomat), neuseeländischer Diplomat
- James Hill (Sportschütze) (1929–2018), US-amerikanischer Sportschütze
- James A. Hill (1923–2010), US-amerikanischer General
- James E. Hill (1921–1999), US-amerikanischer General
- James J. Hill (1838–1916), kanadisch-US-amerikanischer Unternehmer und Eisenbahnmanager
- James Peter Hill (1873–1954), britischer Embryologe und Zoologe
- James T. Hill (* 1946), US-amerikanischer General
- Jane Hill (Ökologin), britische Ökologin
- Jane Hill (Politikerin) (1936–2015), australische Politikerin
- Jane H. Hill (1939–2018), US-amerikanische Anthropologin
- Jason Hill (Golfer) (* 1971), US-amerikanischer Golfspieler
- Jason Hill (Musiker), US-amerikanischer Sänger, Gitarrist, Musikproduzent und Filmkomponist
- Jason Hill (Footballspieler) (* 1985), US-amerikanischer American-Football-Spieler
- Jaycee Hill (1931–2013), US-amerikanischer Rockabilly-Musiker
- Jenna Miscavige Hill (* 1984), US-amerikanische Scientology-Aussteigerin und Autorin
- Jenny Hill, britische Fernsehjournalistin
- Jeremiah Hill (* 1995), kamerunischer Basketballspieler
- Jeremy Hill (* 1992), US-amerikanischer American-Football-Spieler
- Jerome Hill (1905–1972), US-amerikanischer Maler, Filmemacher, Produzent und Mäzen
- Jess Hill (eigentlich Jesse Hill; * 1969), US-amerikanischer Schauspieler, Drehbuchautor und Regieassistent
- Jessica Ennis-Hill (* 1986), britische Siebenkämpferin
- Jim Hill (* 1947), US-amerikanischer Jurist, Finanzberater und Politiker (Demokratische Partei)
- Jimmy Hill (Rennfahrer, 1910) (1910–??), US-amerikanischer Motorradrennfahrer
- Jimmy Hill (1928–2015), englischer Fußballspieler, -manager und Fernsehmoderator
- Jimmy Hill (Rennfahrer, 1991/1992) (Hillsack; * 1991/92), US-amerikanischer Motorradrennfahrer
- Joachim Hill (* 1953), deutscher Geograph und Hochschullehrer
- Jody Hill (* 1976), US-amerikanischer Filmregisseur und Drehbuchautor
- Joe Hill (1879–1915), US-amerikanischer Arbeiterführer und Liederdichter
- Joe Hill (Schriftsteller) (eigentlich Joseph Hillstrom King; * 1972), US-amerikanischer Schriftsteller
- Johann Jakob Hill (1730–1801), deutscher Ingenieur und Architekt
- Johanna Hill, salvadorianische Politikerin und stellvertretende Generaldirektorin der Welthandelsorganisation
- John Hill (um 1716–1775), englischer Apotheker, Arzt, Botaniker und Schriftsteller
- John Hill (Politiker, 1797) (1797–1861), US-amerikanischer Politiker (North Carolina)
- John Hill (Politiker, 1800) (1800–1880), US-amerikanischer Politiker (Virginia)
- John Hill (Politiker, 1821) (1821–1884), US-amerikanischer Politiker (New Jersey)
- John Hill (Spieleautor) (1945–2014), US-amerikanischer Spieleautor
- John Hill (E-Sportler), US-amerikanischer E-Sportler
- John Hill (Drehbuchautor), US-amerikanischer Drehbuchautor und TV-Produzent
- John Ashdown-Hill (1949–2018), britischer Historiker
- John Boynton Philip Clayton Hill (1879–1941), US-amerikanischer Politiker
- John Edwards Hill (1928–1997), britischer Zoologe
- John Eric Hill (1907–1947), US-amerikanischer Zoologe
- John Fremont Hill (1855–1912), US-amerikanischer Politiker
- John McMurry Hill (1887–1966), US-amerikanischer Romanist und Hispanist
- John W. Hill (1890–1977), US-amerikanischer Unternehmer
- Jon Michael Hill (* 1985), US-amerikanischer Schauspieler
- Jonah Hill (* 1983), US-amerikanischer Schauspieler
- Jonathan Hill, Baron Hill of Oareford (* 1960), britischer Politiker und Manager
- Jonny Hill (* 1940), österreichischer Musiker
- Jordan Hill (* 1987), US-amerikanischer Basketballspieler
- Joseph Hill (Musiker) (1949–2006), jamaikanischer Musiker
- Joseph Lister Hill (1894–1984), US-amerikanischer Politiker, siehe J. Lister Hill
- Josette Baer Hill (* 1966), Schweizer Philosophin und Hochschullehrerin
- Josh Hill (Footballspieler) (* 1990), US-amerikanischer American-Football-Spieler
- Josh Hill (Rennfahrer) (* 1991), britischer Automobilrennfahrer
- Joshua Hill (Pitcairn) (* 1773; † circa 1844), US-amerikanischer Abenteurer
- Joshua Hill (Politiker) (1812–1891), US-amerikanischer Politiker
- Joshua Hill (Baseballspieler) (* 1983), australischer Baseballspieler
- Jude Hill, britischer Kinderdarsteller
- Judith Hill (* 1984), US-amerikanische Sängerin
- Julia Hill (Butterfly Hill; * 1974), US-amerikanische Umweltaktivistin
- Julian Hill (* 1973), australischer Politiker
- Julian Werner Hill (1904–1996), US-amerikanischer Chemiker
- Justice Hill (* 1997), US-amerikanischer American-Football-Spieler

### K
- Kamani Hill (* 1985), US-amerikanischer Fußballspieler
- Kamu Grugier-Hill (* 1994), US-amerikanischer American-Football-Spieler
- Karl Hill (1831–1893), deutscher Sänger (Bariton)
- Kasey Hill (* 1993), US-amerikanischer Basketballspieler
- Kathy Hill (* 1956), britisches Fotomodell
- Katie Hill (* 1987), US-amerikanische Politikerin
- Katrin Hill (* 1975), deutsche Triathletin
- Kathryn Hill (* 1994), schottische Fußballspielerin
- Ken Hill (Dramatiker) (1937–1995), englischer Dramatiker und Theaterdirektor
- Ken Hill (Baseballspieler) (* 1965), US-amerikanischer Baseballspieler
- Kenneth D. Hill (auch Ken Hill; (1948–2010)), australischer Botaniker
- Kerrica Hill (* 2005), jamaikanische Leichtathletin
- Kerry Hill (* 1947), neuseeländischer Weitspringer und Sprinter
- Kevin Hill (Fußballspieler) (* 1976), englischer Fußballspieler
- Kevin Hill (Snowboarder) (* 1986), kanadischer Snowboarder
- Kim Hill (* 1972), US-amerikanische Sängerin
- Kimberly Hill (* 1989), US-amerikanische Volleyballspielerin
- King Hill (1936–2012), US-amerikanischer American-Football-Spieler
- Knute Hill (1876–1963), US-amerikanischer Politiker
- Kristy Hill (* 1979), neuseeländische Fußballspielerin

### L
- Lance Hill (Erfinder), australischer Erfinder und Hersteller von Wäschespinnen
- Lance Hill (Fußballspieler) (* 1972), US-amerikanischer Fußballspieler
- Lance Hill (Automobilrennfahrer), australischer Automobilrennfahrer
- Laura Hill (* 1976), englische Squashspielerin
- Lauren Winfield-Hill (* 1990), englische Cricketspielerin
- Lauryn Hill (* 1975), US-amerikanische Sängerin und Songwriterin
- Lawrence Hill (Autor) (* 1957), kanadischer Schriftsteller und Journalist
- Lawrence Hill (Basketballspieler) (* 1987), US-amerikanischer Basketballspieler
- Leandro Saint-Hill (* 1968), kubanischer Jazzmusiker
- Leonard Hill (1866–1952), englischer Physiologe
- Leonidas E. Hill (1934–2012), US-amerikanischer Historiker
- Leslie Hill (Tennisspieler), britischer Tennisspieler
- Leslie Hill (Philologe) (* 1949), britischer Philologe und Literaturkritiker
- Leslie Pinckney Hill (1880–1960), US-amerikanischer Lehrer und Autor
- Lew Hill (1965–2021), US-amerikanischer Basketballspieler
- Lewis Hill (1919–1957), US-amerikanischer Pazifist, Journalist und Autor
- Lindolfo Hill (1917–1977), brasilianischer Politiker (PCB)
- Lionel Hill (1881–1963), australischer Politiker (Labor Party), Premierminister von South Australia
- Lisa-Katharina Hill (* 1992), deutsche Turnerin
- Lucius D. Hill (1856–1933), US-amerikanischer Politiker
- Lynn Hill (* 1961), US-amerikanische Kletterin

### M
- Mabel Hill (1872–1956), neuseeländische Malerin
- Manuel Hill (* 1986), deutscher Schauspieler und Musiker
- Marc Lamont Hill (* 1978), US-Kulturanthropologe
- Marianna Hill (auch Mariana Hill; * 1942), US-amerikanische Schauspielerin
- Mark Hill (Musiker) (* 1972), britischer Musiker
- Mark D. Hill (* vor 1978), US-amerikanischer Informatiker
- Mark Langdon Hill (1772–1842), US-amerikanischer Politiker
- Marquis Hill (* 1987), US-amerikanischer Jazztrompeter
- Marquise Hill (1982–2007), US-amerikanischer American-Football-Spieler
- Martha Hill (1900–1995), US-amerikanische Tanzpädagogin
- Martin Hill, Spezialeffektkünstler
- Martina Hill (* 1974), deutsche Schauspielerin
- Marvin Hill (Boxer) (* 1973), amerikanischer Profiboxer
- Marvin S. Hill (1930–2016), amerikanischer Historiker
- Mary Elliott Hill (1907–1969), US-amerikanische Chemikerin und Hochschullehrerin
- Matt Hill (* 1981), englischer Fußballspieler
- Melanie Hill (* 1962), britische Schauspielerin
- Melissa Hill (Pornodarstellerin) (* 1970), US-amerikanische Pornodarstellerin und -regisseurin
- Melissa C. Hill (* 1990; Melissa C. Feurer), deutsche Autorin
- Micaiah John Muller Hill (1856–1929), britischer Mathematiker
- Michael Hill (Tennisspieler) (* 1974), australischer Tennisspieler
- Michael A. Hill (Michael Anthony Hill; * 1980), US-amerikanischer Mathematiker
- Michael Brandon Hill (* 1993), amerikanischer mutmaßlicher Gewaltverbrecher
- Mick Hill (* 1964), britischer Speerwerfer
- Mick Hill (Poolbillardspieler) (Michael Hill; * 1980), englischer Poolbillardspieler
- Mike Hill (Golfspieler) (Michael Joseph Hill; * 1939), US-amerikanischer Golfspieler
- Mike Hill (Bischof) (Michael Arthur Hill; * 1949), britischer Geistlicher, Bischof von Bristol
- Mike Hill (Filmeditor) (Michael Hill; 1949–2023), US-amerikanischer Filmeditor
- Moritz Hill (1805–1874), deutscher Taubstummenpädagoge
- Murray Hill (Politiker) (1923–2003), australischer Politiker (South Australia)

### N
- Nana Hill (Nana Hill Kagga McPhearson; * 1979), ugandische Ingenieurin, Drehbuchautorin, Schauspielerin und Produzentin
- Napoleon Hill (1883–1970), US-amerikanischer Schriftsteller
- Narelle Hill (* 1969), australischer Judoka
- Natalie Cramme-Hill (* 1986), deutsche Politikerin (Bündnis 90/Die Grünen)
- Nathan Hill (* 1975), US-amerikanischer Schriftsteller
- Nathaniel P. Hill (1832–1900), US-amerikanischer Politiker
- Nicholas Hill-Norton (* 1939), britischer Vizeadmiral
- Nicola Stuart-Hill (* 1979), britische Schauspielerin
- Nikolas Hill (* 1972), deutscher Politiker
- Noel Hill (* 1958), irischer Konzertinaspieler
- Norman Albert Hill (1906–1996), US-amerikanischer Radrennfahrer
- Norman Llewellyn Hill (1895–1976), US-amerikanischer Politikwissenschaftler

### O
- Octavia Hill (1838–1912), britische Sozialreformerin
- Oliver Hill (1907–2007), US-amerikanischer Anwalt und Bürgerrechtler
- Orla Hill (* 2002), britische Schauspielerin
- Otto Hill (Politiker) (1894–1967), deutscher Politiker (NSDAP)
- Otto Douglas Douglas-Hill (1897–1972), deutscher Bildhauer und Keramiker

### P
- Pati Hill († 2014), US-amerikanische Künstlerin und Schriftstellerin
- Paul B. Hill (* 1953), deutscher Sozialwissenschaftler und Hochschullehrer
- Paul Michael Hill (* 1954), nordirischer als einer der Guildford Four zu Unrecht Verurteilter
- Paul Jennings Hill (1954–2003), amerikanischer Abtreibungsgegner und hingerichteter Mörder
- Paul Sean Hill (* 1962), amerikanischer Raumfahrtmanager
- Peter Hill (Regisseur) (* 1940), deutscher Schauspieler und Regisseur
- Peter Hill (Journalist) (* 1945), britischer Journalist
- Peter Hill (Slawist) (1945–2022), australischer Slawist
- Peter Hill (Radsportler) (* 1945), britischer Radsportler
- Peter Hill (Pianist) (* 1948), britischer Pianist und Autor
- Peter Hill (Bischof) (* 1950), britischer Bischof und Erzdiakon
- Peter Hill (Schriftsteller) (* 1953), schottischer Schriftsteller
- Peter Hill (Fotograf) (* 1981), englischer Fotograf und Fotojournalist
- Peter Hill-Norton (1915–2004), britischer Flottenadmiral und Politiker
- Peter Hill-Wood (1936–2018), englischer Bankier
- Phelan Hill (* 1979), britischer Ruderer
- Phil Hill (Musiker) (* 1921), US-amerikanischer Jazzpianist
- Phil Hill (1927–2008), US-amerikanischer Formel-1-Rennfahrer
- Phil Hill (Eishockeyspieler) (* 1982), britischer Eishockeyspieler
- Phil Hill (Rennfahrer, 2002) (* 2002), deutscher Automobilrennfahrer
- Philipp Hill (* 1887), deutscher Politiker und Gießener Oberbürgermeister
- Priscilla Hill (* 1960), US-amerikanische Eiskunstläuferin

### R
- Rachel Hill (* 1995), US-amerikanische Fußballspielerin
- Raelee Hill (* 1972), australische Schauspielerin
- Ralph Hill (Politiker) (1827–1899), US-amerikanischer Politiker
- Ralph Hill (Leichtathlet) (1908–1994), US-amerikanischer Leichtathlet
- Rashod Hill (* 1992), US-amerikanischer American-Football-Spieler
- Raymond Hill (1933–1996), US-amerikanischer Musiker und Sänger
- Raymond Thompson Hill (1883–1956), US-amerikanischer Romanist und Mediävist
- Reginald Hill (1936–2012), britischer Autor
- Reuben Hill (1912–1985), US-amerikanischer Soziologe
- Rich Hill (Baseballtrainer) (* um 1962), US-amerikanischer Baseballtrainer
- Rich Hill (Musiker), US-amerikanischer Musiker
- Rich Hill (Baseballspieler) (* 1980), US-amerikanischer Baseballspieler
- Richard Hill (Bischof) († 1496), englischer Geistlicher, Bischof von London
- Richard Hill (Märtyrer) († 1590), englischer Priester und Märtyrer
- Richard Hill (Politiker) (1652–1729), US-amerikanischer Politiker
- Richard Hill, 2. Baron Sandys (1733–1808), britischer Adliger
- Richard Hill (Historiker) (1901–1996), britischer Historiker
- Richard Hill, 7. Baron Sandys (1931–2013), britischer Adliger und Politiker
- Richard Hill (Schriftsteller) (Richard Fontaine Hill; 1941–1999), US-amerikanischer Schriftsteller
- Richard Hill (Strahlenbiologe) (Richard P. Hill), britischer Strahlenbiologe
- Richard Hill (Rugbyspieler, 1961) (* 1961), englischer Rugby-Union-Spieler und -Trainer
- Richard Hill (Fußballspieler) (* 1963), englischer Fußballspieler
- Richard Hill (Rugbyspieler, 1973) (Richard Anthony Hill; * 1973), englischer Rugby-Union-Spieler
- Richard Hill (Leichtathlet) (* 1986), britischer Leichtathlet
- Richard Erik Hill (* 1949), US-amerikanischer Astronom
- Rick Hill (Richard Hill; * 1946), US-amerikanischer Politiker
- Rina Hill (* 1969), australische Triathletin
- Robert Hill (Fußballspieler) (* 1867), schottischer Fußballspieler
- Robert Hill (Naturforscher) (1899–1991), britischer Naturforscher
- Robert Hill (Politiker) (* 1946), australischer Politiker
- Robert Hill (Musiker) (* 1953), amerikanischer Cembalist, Musikwissenschaftler und Hochschullehrer
- Robert Hill (Autor), britischer Drehbuchautor
- Robert C. Hill (1917–1978), US-amerikanischer Diplomat und Politiker der Republikanischen Partei
- Robert Cottrell-Hill (1903–1965), britischer Offizier und Generalmajor des Heeres
- Robert Gardiner Hill (1811–1878), britischer Chirurg und Psychiater
- Robert L. Hill (1928–2012), US-amerikanischer Biochemiker
- Robert P. Hill (1874–1937), US-amerikanischer Politiker
- Rodney Hill (1921–2011), britischer Ingenieurwissenschaftler
- Roger Hill (1948–2014), US-amerikanischer Schauspieler
- Roland Hill (1920–2014), deutsch-britischer Journalist und Autor
- Ron Hill (1938–2021), britischer Leichtathlet
- Rosa Lee Hill (1910–1968), US-amerikanische Bluesmusikerin
- Rosalind Hill (1908–1997), britische Historikerin
- Roscoe Hill (* 1994), US-amerikanischer Boxer
- Rose Hill (Schauspielerin) (1914–2003), britische Schauspielerin
- Rosemary Hill, britische Historikerin und Schriftstellerin
- Ross Hill (1973–1990), US-amerikanischer Schauspieler
- Rowland Hill, 1. Viscount Hill (1772–1842), britischer General
- Rowland Hill (Postmann) (1795–1879), englischer Postmann und -reformator
- Ryan Hill (* 1990), US-amerikanischer Mittel- und Langstreckenläufer

### S
- Sam Hill (Regisseur), US-amerikanischer Regisseur und Fernsehproduzent
- Sam Hill (Dartspieler) (* 1992), englischer Dartspieler
- Sam Hill (Rugbyspieler) (* 1993), englischer Rugby-Union-Spieler
- Samantha Hill (* 1992), US-amerikanische Wasserballspielerin
- Sammie Lee Hill (* 1986), US-amerikanischer American-Football-Spieler
- Samuel Hill (Philanthrop) (1857–1931), US-amerikanischer Geschäftsmann und Philanthrop
- Samuel Hill (Radsportler) (* 1985), australischer Mountainbikefahrer
- Samuel B. Hill (1875–1958), US-amerikanischer Politiker
- Sandy Hill (Bergsteigerin) (geb. Sandra Hill Pittman; * 1955), amerikanische Bergsteigerin und Autorin
- Scott Hill (Posaunist) (1947–2018), US-amerikanischer Jazzposaunist
- Scott Hill (Rockmusiker), US-amerikanischer Rockmusiker, Mitglied von Fu Manchu (Band)
- Scott Hill (Filmeditor), US-amerikanischer Filmeditor
- Scott Hill (Rugbyspieler) (* 1977), australischer Rugby-League-Spieler
- Scott James Hill (* 1994), kanadischer Skilangläufer
- Scotti Hill (* 1964), US-amerikanischer Gitarrist
- Sean Hill (* 1970), US-amerikanischer Eishockeyspieler
- Seth Hill, US-amerikanischer Filmtechniker
- Shaun Hill (* 1980), US-amerikanischer American-Football-Spieler
- Solomon Hill (* 1991), US-amerikanischer Basketballspieler
- Stan Hill (auch Stanley Frank Tiny Hill; 1927–2019), neuseeländischer Rugby-Union-Spieler
- Stephen Hill (Sänger) (1956–2012), US-amerikanischer Sänger und Songwriter
- Stephen Hill (Pornodarsteller) (1976–2010), US-amerikanischer Pornodarsteller
- Stephen Hill (Biathlet) (* 1985), britischer Biathlet
- Stephen Hill (Herausgeber), britischer Lektor an der University of Newcastle
- Stephen Hill (Schauspieler), US-amerikanischer Schauspieler
- Steven Hill (1922–2016), US-amerikanischer Schauspieler
- Susan Hill (* 1942), britische Autorin

### T
- Taylor Marie Hill (* 1996), US-amerikanisches Model
- Taysom Hill (* 1990), US-amerikanischer American-Football-Spieler
- Teddy Hill (1909–1978), US-amerikanischer Saxophonist, Bandleader und Clubmanager
- Terence Hill (Mario Girotti; * 1939), italienischer Schauspieler
- Tex Hill (1944–2014), US-amerikanischer Fernsehschaffender
- Thelma Hill (1906–1938), US-amerikanische Schauspielerin
- Theo Hill (* 1982), US-amerikanischer Jazzmusiker
- Theodore Hill (* 1943), US-amerikanischer Mathematiker
- Thomas Hill (Politiker, † 1557) († 1557), englischer Politiker
- Thomas Hill (Politiker, 1693) (1693–1782), britischer Politiker (Shrewsbury)
- Thomas Hill (Politiker, 1721) (1721–1776), britischer Politiker (Leominster)
- Thomas Hill (Geistlicher) (1818–1891), US-amerikanischer Geistlicher, Mathematiker und Philosoph
- Thomas Hill (Maler) (1829–1908), US-amerikanischer Maler
- Thomas Hill (Schauspieler) (1927–2009), US-amerikanischer Schauspieler
- Thomas Hill (Leichtathlet) (* 1949), US-amerikanischer Leichtathlet
- Thomas Hill (Basketballspieler) (* 1971), US-amerikanischer Basketballspieler
- Thomas Hill (Judoka) (* 1974), australischer Judoka
- Thomas E. Hill (Philosoph) (* 1937), US-amerikanischer Philosoph und Hochschullehrer
- Thomas E. Hill (Politiker), US-amerikanischer Politiker
- Thomas Noel Hill, 2. Baron Berwick (1770–1832), britischer Adliger und Kunstpatron
- Thomas Rowley Hill (1816–1896), britischer Politiker
- Tim Hill, US-amerikanischer Cartoonist, Regisseur, Drehbuchautor und Produzent
- Tobias Hill (* 1970), britischer Schriftsteller
- Tom Goodman-Hill (* 1968), britischer Schauspieler
- Tommy Hill (* 1985), britischer Motorradrennfahrer
- Troy Hill (* 1991), US-amerikanischer American-Football-Spieler
- Tyreek Hill (* 1994), US-amerikanischer American-Football-Spieler
- Tyrone Hill (* 1968), US-amerikanischer Basketballspieler
- Tyrone Hill (Musiker) (1948–2007), US-amerikanischer Jazzposaunist

### U
- Ureli Corelli Hill (1802–1875), US-amerikanischer Geiger und Dirigent
- Ursula Hill-Samelson (1935–2013), deutsche Mathematikerin, Informatikerin und Hochschullehrerin

### V
- Victoria Hill (* 1971), australische Schauspielerin
- Vince Hill (1937–2023), britischer Sänger
- Virgil Hill (* 1964), US-amerikanischer Boxer
- Virgil L. Hill Jr. (1938–2024), Konteradmiral der US-Navy
- Virginia Hill (1907–1967), US-amerikanische Badmintonspielerin

### W
- Walter Hill (Botaniker) (1820–1904), britisch-australischer Botaniker
- Walter Hill (Fußballspieler), englischer Fußballspieler
- Walter Hill (* 1942), US-amerikanischer Filmregisseur
- Warren Lee Hill (1960–2015), US-amerikanischer Mörder
- Werner Hill (Journalist) (* 1930), deutscher Journalist
- Werner Hill (Autorin) († 2005), deutsche Autorin und Drehbuchautorin, eigentlich Anna Beck
- Werner Otto Müller-Hill (1885–1977), deutscher Jurist
- Whitmell Hill (1743–1797), US-amerikanischer Politiker
- Wilhelm Hill (Komponist) (1838–1902), deutscher Pianist, Komponist und Musikpädagoge
- Wilhelm Hill (Wirtschaftswissenschaftler) (1925–2017), deutscher Wirtschaftswissenschaftler und Hochschulrektor
- Will Hill (* 1979), britischer Schriftsteller
- William Hill (Sportschütze), australischer Sportschütze
- William Hill (Leichtathlet, 1896) (1896–1958), britischer Sprinter
- William Hill (Leichtathlet, 1945) (1945–2020), Sprinter aus Hongkong
- William Hill (Produzent), US-amerikanischer Filmproduzent
- William Hill (Schauspieler), US-amerikanischer Schauspieler
- William D. Hill (1833–1906), US-amerikanischer Politiker
- William George Hill (1940–2021), britischer Genetiker
- William H. Hill (Komponist) (1930–2000), US-amerikanischer Komponist und Musikpädagoge
- William H. Hill (Diplomat), US-amerikanischer Historiker, Diplomat, Offizier und Professor
- William Henry Hill (Politiker, 1767) (1767–1809), US-amerikanischer Politiker (North Carolina)
- William Henry Hill (Politiker, 1876) (1876–1972), US-amerikanischer Politiker (New York)
- William Joseph Hill, bekannt als Billy Hill (1899–1940), US-amerikanischer Songwriter
- William Luther Hill (1873–1951), US-amerikanischer Politiker
- William S. Hill (1886–1972), US-amerikanischer Politiker
- Wilson S. Hill (1863–1921), US-amerikanischer Politiker

### Z
- Z. Z. Hill (1935–1984), US-amerikanischer Blues-Sänger

### Kunstfigur, Pseudonym
- Fanny Hill, Hauptperson des gleichnamigen Romans von John Cleland
- King Solomon Hill (Joe Holmes; 1897–1949), US-amerikanischer Blues-Sänger und Gitarrist